# Nabel-Ragwurz
Die Nabel-Ragwurz (Ophrys umbilicata), auch Karmel-Ragwurz oder Attische Ragwurz genannt, ist eine Art der Gattung Ragwurzen (Ophrys) in der Familie der Orchideen (Orchidaceae). 

## Merkmale
Diese mehrjährige krautige Pflanze bildet zwei kugelig-eiförmige Knollen als Überdauerungsorgane und erreicht Wuchshöhen zwischen 10 und 60 cm. Am Grund des Stängels befinden sich keine bis zwei Schuppenblätter. Drei bis acht Laubblätter sind in einer Grundrosette zusammengefasst und ein bis zwei Blätter findet man weiter oben am Stängel.
Der lockere Blütenstand besteht aus zwei bis zwölf weit abstehenden Blüten. Die Kelchblätter erscheinen grün bis grünlich oder rötlich-weiß und die behaarten Kronblätter sind gelbgrün bis rötlich-weiß gefärbt. Die tiefdreilappige Lippe erscheint rötlich- bis dunkelbraun. Das Mal ist sehr ausgedehnt und erscheint bräunlich-lila mit einem hellen Rand.
Die Blütezeit erstreckt sich von Februar bis Mai.

## Standort und Verbreitung
Man findet diese Orchidee auf Magerrasen, Garriguen, lichten Kiefern-, Zypressen- und Eichenwäldern mit überwiegend kalkhaltigen Böden, selten auch auf Sandstein, bis zu einer Höhe von 800 m. Das Verbreitungsgebiet erstreckt sich über Vorderasien, die südliche Balkanhalbinsel, nordwärts bis Südalbanien und den Bosporus. Außerdem gibt es Funde im Irak und Iran. In Europa kommt sie in Korsika, Sardinien, Kreta, Albanien, Griechenland, in der Ägäis und in der Türkei vor.

## Taxonomie und Systematik
Die Nabel-Ragwurz wurde 1807 von René Louiche Desfontaines in Annales du Museum National d'Histoire Naturelle Band 10, Seite 227, Tafel 15 als Ophrys umbilicata erstbeschrieben.

### Unterarten
Diese Gruppe ist sehr formenreich. Je nach Auffassung unterteilt man sie in sieben Arten oder Unterarten, von denen im Folgenden einige aufgelistet sind:

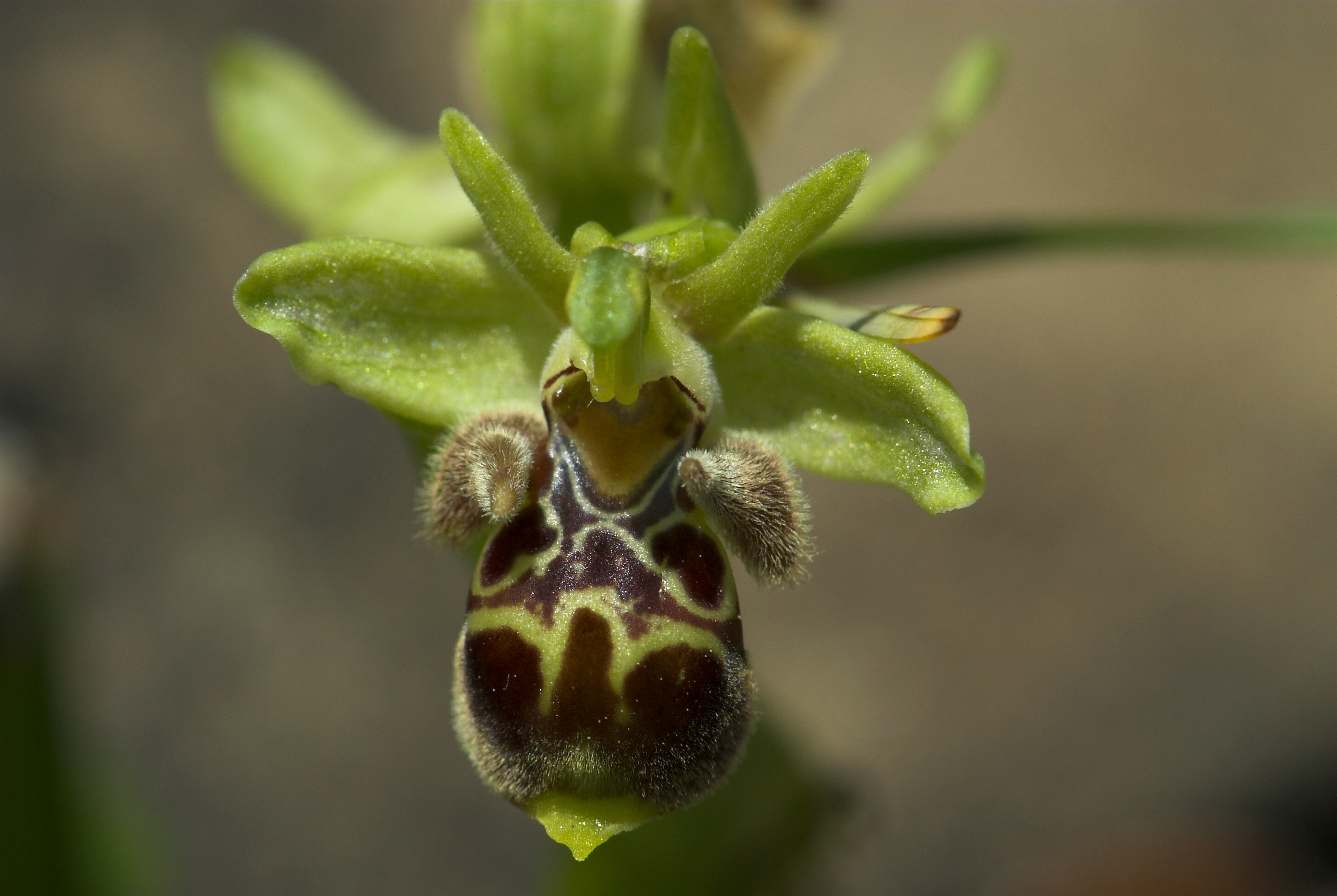
Ophrys umbilicata subsp. attica

- Ophrys umbilicata subsp. umbilicata: Bei dieser Nominatform wird der Stängel zwischen 10 und 25 cm, selten auch 45 cm lang und die Kelchblätter sind grünlich- bis rötlich-weiß gefärbt. Sie kommt in der Ägäis, in der Türkei, in Zypern, Syrien, Israel und im Libanon vor. Als Bestäuber wurden Eucera galilaea, Eucera spatulata und Eucera gaullei beobachtet.[2] Nach POWO umfasst diese Unterart auch Ophrys umbilicata subsp. attica (Boiss. & Orph.) J.J. Wood, Ophrys umbilicata subsp. beerii Shifman und Ophrys umbilicata subsp. carmeli (H.Fleischm. & Bornm.) J.J.Wood.[3]

- Ophrys umbilicata subsp. attica (Boiss. & Orph.) J.J. Wood 1983: Der Stängel wächst wie bei der Ophrys umbilicata subsp. umbilicata 10 bis 25 Zentimeter hoch, wird in seltenen Fällen aber auch 35 cm hoch. Der Blütenstand wird bis zu 6 cm breit und die Kelchblätter erscheinen stets grün.

- Ophrys umbilicata subsp. beerii Shifman: Diese 2011 neu beschriebene Unterart kommt nur in Israel vor.[1]

- Ophrys umbilicata subsp. bucephala (Gölz & H. R. Reinhard) Biel (Syn.: Ophrys bucephala Gölz & H.R.Reinhard): Diese Unterart kommt in der Ägäis und in der Türkei vor.[1]

- Iranische Ragwurz (Ophrys umbilicata subsp. khuzestanica Renz & Taubenheim 1983): Bei dieser Unterart  wächst der Stängel in seltenen Fällen bis zu 60 cm in die Höhe. Normal sind aber 25 bis 45 cm. Der Blütenstand wird bis zu 4 cm breit und die Kelchblätter sind grün. Diese Unterart wird von einigen Autoren nicht als eigenständige Unterart, sondern als ein Synonym von Ophrys umbilicata subsp. attica (Boiss. & Orph.) J.J.Wood eingestuft. Sie kommt im Irak, im Iran und vielleicht auch in der östlichen Türkei vor.[2] Sie gedeiht in Höhenlagen zwischen 400 und 2100 Metern Meereshöhe.[2]

- Gelbrandige Ragwurz (Ophrys umbilicata subsp. flavomarginata (Renz) Faurh. 2003): Die Blüten sind hier größer als bei allen anderen Unterarten. Die Kelchblätter sind grün gefärbt und die Blütezeit ist früher anzusiedeln als oben beschrieben. Diese Unterart kommt nur auf Zypern in Höhenlagen zwischen 0 und 600 Metern Meereshöhe vor. Als Bestäuber wurde Eucera dimidiata beobachtet.[2] Manche Autoren halten diese Unterart für eine eigenständige Art: Ophrys flavomarginata (Renz) H. Baumann & Künkele 1981.[4]

- Rhodos-Nabel-Ragwurz (Ophrys umbilicata subsp. rhodia H. Baumann & Künkele 1986): Diese Art ist in ein Endemit der südöstlichen Ägäis. Sie kommt auf Rhodos, Karpathos und vielleicht auch in Zypern und der südwestlichen Türkei  in Höhenlagen zwischen 0 und 700 Metern Meereshöhe vor.[2] R. Govaerts betrachtet diesen Namen als Synonym und bezeichnet diese Unterart als Ophrys scolopax subsp. rhodia (H. Baumann & Künkele) H.A. Pedersen & Faurh. 1997.[4]